# Matheus Pereira
Matheus Fellipe Costa Pereira (Belo Horizonte, 1996. május 5. –) brazil labdarúgó, a Cruzeiro játékosa.